# 최환준
최환준(1975년 4월 9일 ~ )은 대한민국의 배우이다. 소속사는 스타파크엔터테인먼트이며 2000년 3월 SBS 공채 9기 탤런트 시험에 응시했으나 탈락했고 2002년 연기자로 데뷔했다.

## 학력
- 동국대학교 국문학 학사
- 국민대학교 국문학 졸업

## 출연

### 방송
- 2003년 : SBS 《이브의 화원》... 의사 역
- 2005년 : SBS 《사랑공감》... 윤철호 역
- 2007년 : KBS2 《착한여자 백일홍》... 장남기 역
- 2008년 : SBS 《타짜》... 길상 역

### 영화
- 2004년 《신부수업》... 진호 역

### CF
- 맥심 커피믹스
- 페브리즈
- 현대해상 하이라이프
- 롯데관광

1. ↑  김은구 (2007년 11월 9일). “'시청자가 기다리는 사기꾼' 최환준, "실제론 사기 당할까 걱정"”. 이데일리. 2022년 9월 25일에 확인함.